# Dominique Rouits
Dominique Rouits est un chef d'orchestre français né au Mans le 5 avril 1949.

## Biographie
C'est Yehudi Menuhin qui encourage Dominique Rouits, chef d'orchestre et mathématicien, à se consacrer définitivement à sa carrière musicale. En 1977, il obtient, premier nommé, la licence de direction d'orchestre de l'École normale de musique de Paris dans la classe de Pierre Dervaux.
Plus rien, désormais, ne le détournera de sa vocation : celle de chef d’orchestre. Il dirige pendant vingt ans l’Orchestre de chambre français, une longue période durant laquelle se forge son expérience : aux côtés de Marc Soustrot à l’orchestre des Pays de la Loire, de Jean-Claude Casadesus à l’Orchestre national de Lille, de Pierre Boulez à l’Ensemble intercontemporain. Puis, il est tour à tour directeur de l’atelier lyrique du Maine et chef de l’orchestre d’Antenne 2 pour Kiosque à musique.
Dominique Rouits est également très concerné par l’enseignement. De 1986 à 1992, il est chargé du cycle de perfectionnement au Conservatoire national supérieur de musique et de danse de Paris. De 1988 à 1998, il enseigne la direction d’orchestre au festival Bartók en Hongrie où il collabore avec Kurtág, Eötvös et Ligeti. Dominique Rouits enseigne à l’École normale de musique de Paris où il succède à Pierre Dervaux en 1981. Sa classe de direction d’orchestre reçoit de nombreux élèves étrangers séduits par ce professeur porteur de la grande tradition française de direction d’orchestre.
Il mène par ailleurs une carrière internationale. Sa baguette le conduit en Bulgarie, Hongrie, Angleterre, Allemagne, Italie, Mexique, Égypte, Canada, Corée, Russie… où il aime interpréter son répertoire de prédilection : Beethoven, Tchaïkovski, mais aussi et surtout la musique française avec Berlioz, Debussy, Ravel, Roussel, Fauré, Gounod…
En 1989, il fonde l’orchestre de Massy sous l’impulsion de la ville de Massy et avec le soutien de l’État. Il dirige depuis lors cette formation qui rayonne en France et qui est le cœur musical de l’opéra de Massy. Une complicité s’est naturellement tissée entre l’orchestre et l’opéra, son lieu de résidence. Dominique Rouits s’y produit aussi bien dans le répertoire symphonique que lyrique.
Son fils Constantin est aussi chef d'orchestre, directeur adjoint de l’opéra de Massy et cofondateur et directeur musical du Sinfonia Pop Orchestra.

## Décorations
- Officier de l'ordre des Arts et des Lettres Il est promu au grade d’officier le 13 septembre 2016[2].
- Commandeur de l'ordre des Arts et des Lettres. Il est promu au grade de commandeur le 17 octobre 2022.